# Galeră

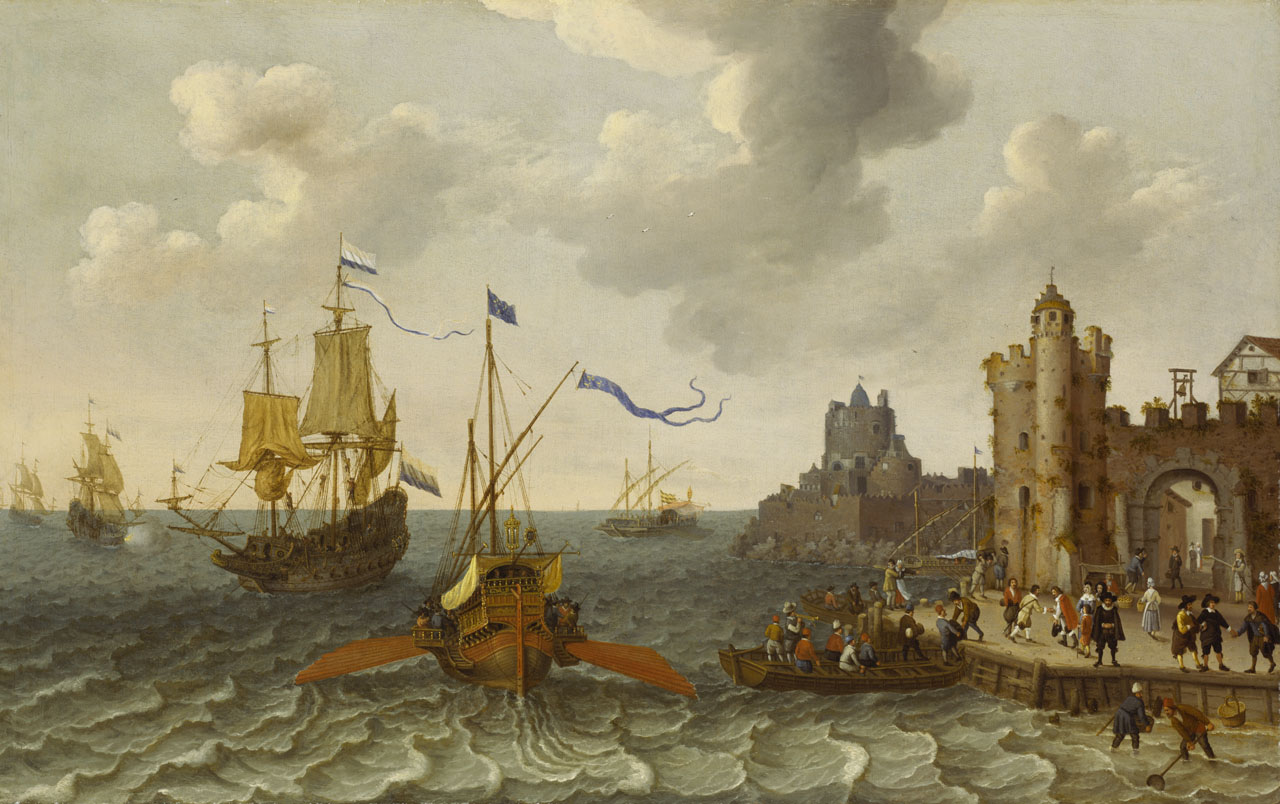
Galerǎ francezǎ şi vase de rǎzboi olandeze lângǎ un port, picturǎ de Abraham Willaerts, secolul XVII

Termenul galeră se referă la orice vas propulsat manual, prin vâsle. Vâslele sunt folosite cel puțin din vremea Vechiului Regat Egiptean. Majoritatea galerelor au folosit și pânze ca mijloc secundar de propulsie. 
Această definiție exclude aproape toate vasele propulsate manual din zona culturală a Chinei.
Diferite tipuri de galere au dominat bătăliile navale din Marea Mediterană din vremea lui Homer până la apariția tunurilor, în jurul secolelor al XV-lea și al XVI-lea. Galerele au fost folosite în războaiele antichității de către Imperiul Persan, Grecia Antică și Roma Antică până în secolul al IV-lea. După căderea Imperiului Roman de Apus, galerele au fost folosite în continuare de marina bizantină și de noile state islamice. Statele medievale din jurul Mării Mediterane (mai ales republicile italiene maritime ca Veneția, Pisa și Genova) au folosit galere până la apariția caravelei, în secolul al XVII-lea.
Bătălia de la Lepanto (1571) a fost una din cele mai mari bătălii navale în care galerele au avut un rol principal.

## Istoric

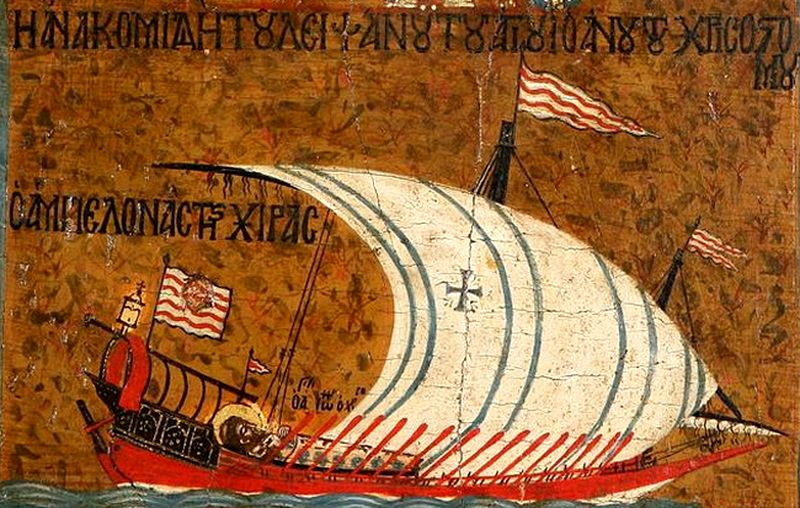
Galeră bizantină

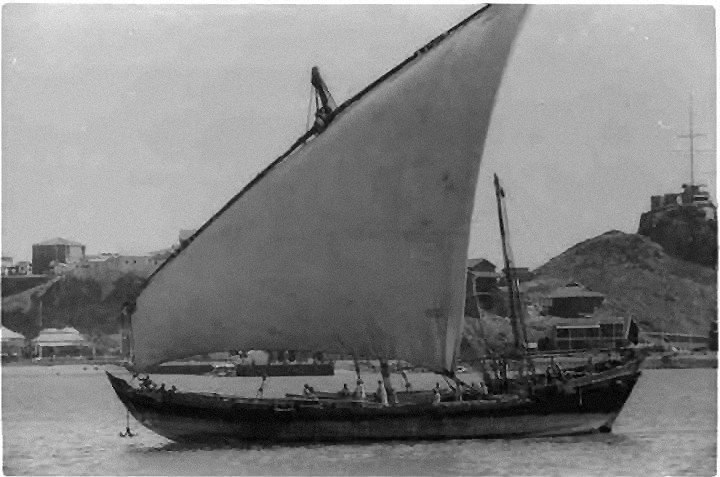
Dau (1936) in Golful Aden

Incă din perioada antică au fost corăbiile de război prevăzute cu vâsle, avantajul oferit, galera nu mai depindea de vânt, putând fi manevrată ușor într-o luptă navală, la fel putea atinge viteze în aceea perioadă de timp mai mari în comparație cu o corabie cu pânze, care era de altfel și periclitată mai mult de incendierea vasului.
Galera bizantină (dromona) între secolul VI și secolul XII avea două rânduri suprapuse de vâsle, având până la 100 de vâsle, prevăzută în același timp și cu pânze, cu un echipaj de 300 de oameni, și o lungime de 50 de m, era mai rapidă ca celelalte galere din Marea Mediterană atingând viteze de 6 noduri/h (7 mile/h). Galerele bizantine erau prevăzute sub cu o provă ascuțită care spărgea bordajul corabiei inamice, și prin deschizături laterale (sifoane) era expulzat focul grecesc, o armă temută în acea perioadă de vreme. Aceste galere ulterior au fost depășite din punct de vedere tehnic de corăbiile arabe care încep din secolul VII să domine treptat bazinul Mării Mediterane cu corăbii mobile cu pânze în formă de trapez (dau) care pot fi văzute și azi, dezavantajul era faptul că depindeau complet de vânt.

### Evul Mediu

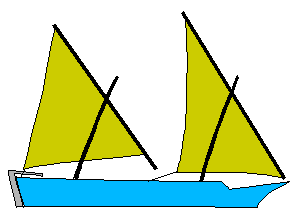
Catarg tip latin

In timpul cruciadelor pentru eliberarea Ierusalimului, începute în timpul papei Urban II, în anul 1095, circulația navală în Marea Mediterană se intensifică. De traficul naval intens profită orașele italiene Genova și Veneția apare necesitatea îmbunătățirii flotei comerciale. Astfel în secolul XI și XII sunt construite nave cu vâsle de tip bizantin, care au preluat în același timp elemente de construcție arabe, fiind mai rapide ca dromonele de odinioară, dar mai puțin manevrabile ca cele arabe. In secolul XIII și XIV s-au epuizat posibilitățile de îmbunătățire a galerelor, au apărut vase cu pupa rotunjită, și corăbiile cu mai multe catarge, astfel apare corabia de tip latin, cu velă triunghiulară.
Cu înarmarea cu artilerie a corăbiilor, galerele fiind înarmate cu tunuri la pupă. Corsarii de coasta de nord africană cu căpetenii mai renumite ca Baba Arudsh, Turgut Reis, Uludsch Al, și Khair ad-Din preferă corăbii mai mici înguste cu catarg latin ușor manevrabile, așa numitele „fustane” (foiste, galiote sau kalite) cu 15 -22 perechi de vâsle. Pirații folosesc tactica atacului rapid prin surprindere și abordare a vasului inamic, au răspândind prin cruzimea lor între secolul XVI - XVII groază și panică în bazinul mediteranean.
In muzeul marinei din Istanbul se poate vedea o galeră turcească fără catarg „kadırga” (cadârga, cu 37 m lungime, 5,7 lățime și 2 m linie de plutire (partea de sub apă) fiind unica galeră din lume care s-a păstrat până azi.